# Old Firm
Old Firm (či Glasgowské derby) je název pro utkání fotbalových klubů Celtic FC a Rangers FC z města Glasgow, kde oba kluby sídlí. Toto derby je považováno za jedno z nejstarších hraných fotbalových utkání na světě, první vzájemné utkání se hrálo roku 1888, přičemž nepřetržitě se hraje od sezóny 2016/17.

## Název
Původ termínu je nejasný. Primárně se uvádí, že termín pochází z výroku komentátorů z prvního vzájemného utkání klubů v roce 1888, kteří označili vztahy mezi oběma stranami za „staré, pevné přátelství“ („old, firm friends“), případně termín pochází ze satiristické karikatury před finále Scottish Cupu v roce 1904 zobrazující muže s tabulí a nápisem „Sponzoři Old Firm: Rangers, Celtic a spol. („Patronise The Old Firm: Rangers, Celtic Ltd“), zdůrazňující vzájemný finanční přínos střetnutí obou týmů.

## Historie
Celtic FC a Rangers FC jsou dva nejúspěšnější fotbalové kluby ve Skotsku a oba sídlí ve městě Glasgow. Jejich vzájemná rivalita je zakořeněna ve skotské kultuře, zvláště z hlediska náboženství a historie. Celtic je považován za katolický klub, Rangers za protestantský klub. 
První vzájemný zápas obou klubů proběhl 28. května 1888. Jednalo se o přátelské utkání, ve kterém zvítězil Celtic nad Rangers 5:2. Od 30. let do 70. let 20. století platilo pro Rangers nepsané pravidlo, které klubu zakazovalo podepsat hráče s katolickým vyznáním. Toto pravidlo porušil Graeme Souness, který se v roce 1986 stal trenérem klubu a přivedl do týmu Maurice Johnstona, který působil v letech 1984–1987 působil v Celticu.
Původně se hrálo Old Firm nepřetržitě od sezóny 1890/91 až do sezóny 2011/12. Kvůli nucenému sestupu Rangers do čtvrté nejvyšší skotské ligy v sezóně 2012/2013 se téměř tři roky nekonalo žádné derby. Až v semifinále Scottish League Cupu 1. února 2015 se znovu střetli a Celtic vyhrál 2:0. V sezóně 2015/16 postoupili Rangers zpátky do nejvyšší skotské ligy.

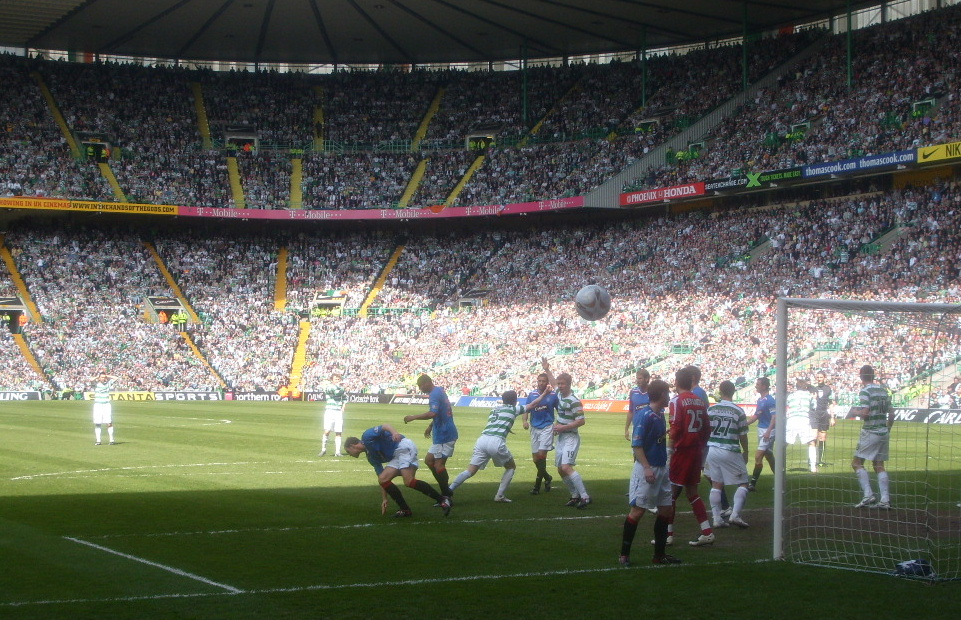
Utkání Old Firm ze dne 27. 4. 2008.

Tato derby se vyznačují velkou porcí násilí a nenávisti mezi oběma kluby i jejich fanoušky, které zřídka skončí vážným zraněním, případně smrtí. Jedním z těchto případů bylo vzájemné utkání obou týmů z 5. září 1931, kdy se brankář Celticu John Thomson srazil s útočníkem Rangers Samem Englishem a utrpěl zlomeninu lebky, na kterou Thomson později téhož dne zemřel.

## Statistiky utkání
Ke dni 1. května 2022
| Soutěž | Odehráno zápasů | Výhry Celticu | Remízy | Výhry Rangers |
| --- | --------------- | ------------- | ------ | ------------- |
| Scottish Football League Division One/ Scottish Football League Premier Division/ Scottish Premier League/ Scottish Premiership | 327             | 112           | 89     | 126           |
| Scottish Cup | 53              | 25            | 10     | 18            |
| Scottish League Cup | 50              | 24            | 2      | 24            |
| Celkem | 430             | 161           | 101    | 168           |